# 熙平
熙平（きへい）は、南北朝時代の北魏において、孝明帝の治世に使用された元号。516年旧正月 - 518年旧2月。

## 西暦・干支との対照表
| 熙平 | 元年  | 2年   | 3年   |
| 西暦 | 516年 | 517年 | 518年 |
| 干支 | 丙申  | 丁酉  | 戊戌  |

| 前の元号 延昌 | 中国の元号 北魏 | 次の元号 神亀 |